# Сухой (Пролетарский район)
Сухо́й — хутор в Пролетарском районе Ростовской области.
Административный центр Суховского сельского поселения.

## География
Хутор расположен в 58 км на северо-запад от райцентра Пролетарск, на правом берегу Пролетарского канала, высота над уровнем моря 22 м.

## Население
| 2010 |
| ---- |
| 2028 |

## Улицы
| - ул. Восточная, - ул. Мира, - ул. Мокроусова, - ул. Партизанская, - ул. Пионерская, - ул. Садовая, - ул. Северная, | - ул. Советская, - ул. Социалистическая, - ул. Строительная, - ул. Точка Чиркин, - ул. Чупакова, - пер. Безымянный, - пер. Буденного, | - пер. Гагарина, - пер. Зелёный, - пер. Комсомольский, - пер. Короткий, - пер. Совхозный, - пер. Тихий, - пер. Школьный. |

## Инфраструктура
Действуют почтовое отделение, отделение Сбербанка, средняя школа, детский сад № 31 «Чебурашка» библиотека.